# Moscow Technical University of Communications and Informatics

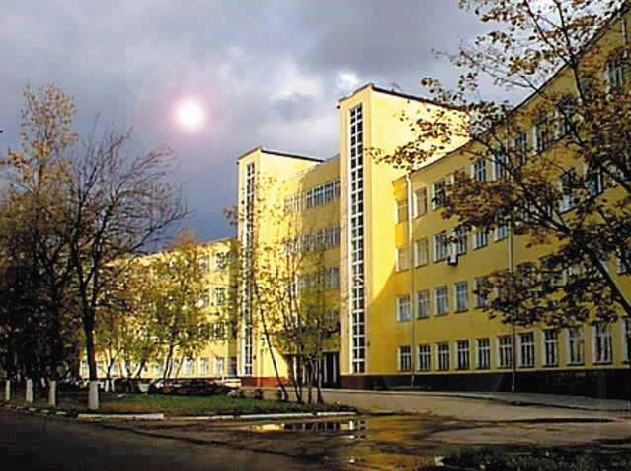
O prédio principal da MTUCI.

A Moscow Technical University of Communications and Informatics (MTUCI), (em russo: Московский технический университет связи и информатики) é uma das maiores universidades do Mundo nas áreas de: telecomunicação, tecnologia da informação, engenharia de telecomunicações, eletrônica e economia, suas atividades tiveram início em 1918, com um decreto de Lenin sobre a centralização dos assuntos de radio comunicação na União Soviética.